# Aphyosemion gabunense
Aphyosemion gabunense är en fiskart som beskrevs av Radda, 1975. Aphyosemion gabunense ingår i släktet Aphyosemion och familjen Nothobranchiidae.

## Underarter
Arten delas in i följande underarter:
- A. g. gabunense
- A. g. boehmi
- A. g. marginatum